# Flagge Hessens
Die Flagge Hessens besteht aus einer rot-weißen Bikolore. Die Dienstflagge trägt zusätzlich das Wappen Hessens in der Mitte.

## Beschreibung
Die Flagge Hessens ist in § 2 des Gesetzes über die Hoheitszeichen des Landes Hessen vom 4. August 1948 geregelt:

„(1) Die Landesflagge besteht aus einem oberen roten und einem unteren weißen Querstreifen; die Höhe der Flagge verhält sich zu ihrer Länge wie 3 : 5.

(2) Die Landesflagge ist zugleich Handelsflagge.

(3) Die Landesdienstflagge ist die Landesflagge, die in der Mitte das Landeswappen zeigt.“

Die Beflaggung öffentlicher Gebäude ist in Nummer 2 des Erlasses des Hessischen Ministeriums des Innern vom 3. November 2022 geregelt:
| Tag                          | Anlass                                                                                                  |
| ---------------------------- | --- |
| 27. Januar                   | Tag des Gedenkens an die Opfer des Nationalsozialismus                                                  |
| 11. März                     | Gedenktag für die Opfer terroristischer Gewalt                                                          |
| 1. Mai                       | Tag der Arbeit                                                                                          |
| 9. Mai                       | Europatag                                                                                               |
| 23. Mai                      | Jahrestag der Verkündung des Grundgesetzes                                                              |
| 17. Juni                     | Jahrestag des 17. Juni 1953                                                                             |
| 20. Juni                     | Bundesgedenktag für die Opfer von Flucht und Vertreibung                                                |
| 20. Juli                     | Jahrestag des 20. Juli 1944                                                                             |
| 3. Sonntag im September      | Hessischer Gedenktag für die Opfer von Flucht, Vertreibung und Deportation und Tag der Heimat in Hessen |
| 3. Oktober                   | Tag der Deutschen Einheit                                                                               |
| 2. Sonntag vor dem 1. Advent | Volkstrauertag                                                                                          |
| 1. Dezember                  | Jahrestag des Inkrafttretens der Verfassung des Landes Hessen                                           |

Außerdem ist an Tagen allgemeiner Wahlen (Wahlen zum Europäischen Parlament, Bundestags-, Landtags- und Kommunalwahlen) zu flaggen. Am Tag des Gedenkens an die Opfer des Nationalsozialismus, am Gedenktag für die Opfer terroristischer Gewalt und am Volkstrauertag ist halbmast zu flaggen.

## Geschichte
Vorgänger der Flagge des Landes Hessen ist die Flagge des Volksstaats Hessen. Historische Flaggen auf dem Gebiet des heutigen Landes Hessen waren die Flaggen des Großherzogtums Hessen, der Landgrafschaft Hessen-Homburg, der preußischen Provinz Hessen-Nassau, des Kurfürstentums Hessen, des Herzogtums Nassau und der Freien Stadt Frankfurt.

Volksstaat Hessen
Großherzogtum Hessen
Landgrafschaft Hessen-Homburg
Preußische Provinz Hessen-Nassau
Kurfürstentum Hessen
Herzogtum Nassau
Freie Stadt Frankfurt